# Špatně namalovaná slepice
Špatně namalovaná slepice je krátký animovaný film Jiřího Brdečky z roku 1963, který získal hlavní cenu na Festivalu animovaných filmů v Annecy.

## Děj
Obvyklý nepořádek ve třídě naruší rigidní a přísná učitelka. Děti mají za úkol namalovat slepici. Přísné zadání a očekávání učitelky se střetává se svobodomyslností a tvořivostí jednoho z žáků. Abstraktní a tvořivý přístup je následně učitelkou potrestán. Špatně namalovaná slepice v noci ožívá. Navštíví věhlasného ornitologa Pticu Vogelbirda, kterému předvede své pěvecké umění. Ten se díky výjimečnému úlovku stane ještě slavnějším a věnuje slepici místní ZOO. Učitelka přivádí děti do ZOO a s obdivem jim ukazuje nový druh ptáka. 
Film, využívající abstrakce, animované zkratky a koláže, poukazuje na pokrytectví přísného a neinspirativního školství.

## Tvůrčí tým
- Výtvarníci: Jaroslav Malák, Zdeněk Seydl (slepice)

## Ocenění
Snímek získal hlavní cenu na Festivalu animovaných filmů v Annecy v roce 1963.